# GBU-24 페이브웨이 III
GBU-24 페이브웨이 III(GBU-24 Paveway III)는 레이저 유도 폭탄으로 목표물에서 반사되는 레이저를 감지해 궤도를 수정하며 폭격하는 제3세대 레이저 유도 폭탄이다.

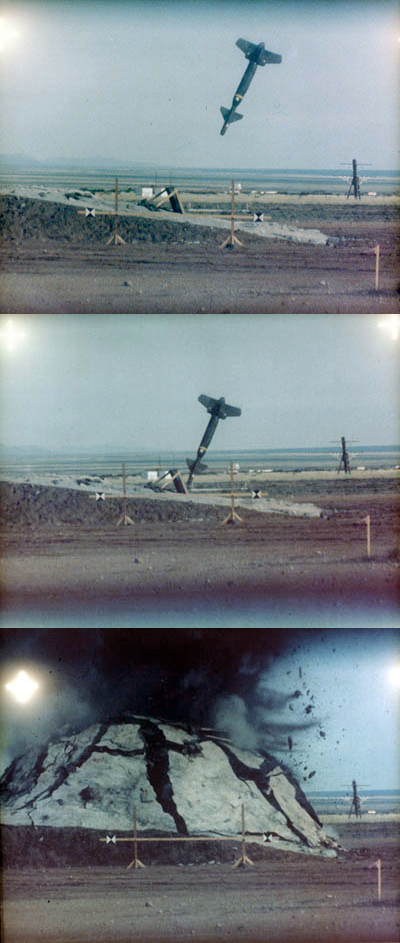
무기 테스트 중 목표물을 타격하는 레이저 유도 GBU-24(BLU-109 탄)

1980년 텍사스 인스트루먼트에서 설계하여 군수업체 레이시온에서 제작했으며 1983년부터 상용화되기 시작했다.

## 역사
미 해군은 2003년 이라크 침공 당시 F-14 전투기로 GBU-24 23발을 투하했다.
GBU-10 페이브웨이 II의 유효사거리가 14.8 km인데, 페이브웨이3는 19 km이다. 폭탄 끝의 날개가 펼쳐지는데, 그 날개가 2보다 더 길어졌다. 키트의 가격이 2보다 비싸졌다. 페이브웨이3의 가격은 6800만원이다.
레이저 유도가 중간에 끊어지면, 무작위로 떨어지지 않고, 탄도 비행을 한다.

## 탄두
GBU-24는 다음의 폭탄들을 탄두로 장착할 수 있다:
- Mk 84 – 910 kg (2,000 lb) 파편폭풍형 탄두
- BLU-109 – 910 kg (2,000 lb) 관통형 탄두
- BLU-116 – 910 kg (2,000 lb) 관통형 탄두
- CPE-800 – 스페인 독자개발

## 같이 보기
- 벙커버스터
- GBU-12 페이브웨이 II